# André Clavé
Pour les articles homonymes, voir Clavé.
André Clavé, né le 19 juin 1916 à Bordeaux et mort le 1er juin 1981 à Clamart, est un acteur, metteur en scène, chef de troupe, directeur de théâtre et résistant français.
Fondateur de la compagnie des Comédiens de la Roulotte avant la Seconde Guerre mondiale, durant laquelle il participe au mouvement Jeune France tout en résistant au sein du Réseau Brutus et des Forces Françaises Combattantes, il devient l'un des pionniers de la Décentralisation théâtrale comme directeur du Centre dramatique de l'Est à Colmar. Il dirige ensuite le Studio-École de l'Ocora et finit sa carrière à l'ORTF et l'INA.

## Biographie

### La jeunesse et les Comédiens de la Roulotte
André Clavé réalise ses premiers spectacles à l'âge de quinze ans, avec des amis de son quartier (notamment Geneviève et Henri Wronecki, et Marcelle Bernet-Nani) et du lycée Lonchamps, à  Bordeaux. C'est là qu'il se lie d'une amitié sans faille avec André Mandouze, Jean Gouin, André Bijon, Michel Berdoulay, autour d'un professeur d'anglais atypique et exceptionnel, Pierre Chamaillard, qui les initie au Jazz et à la politique qui voit le jour quelques années plus tard avec le Front populaire, au théâtre de Shakespeare et à la fabrication d'un journal qui ne manque pas d'être interdit par l'administration du lycée. Bien que catholique non pratiquant, c'est aussi l'influence de l'aumônier, le Père Dieuzaide, avec sa vision républicaine, sociale, progressiste et anti-fasciste, bientôt résistante et, après le baccalauréat, pendant une première année de Droit, les amitiés avec Jacques Ellul autour de la Revue Esprit, créée en 1932 par Emmanuel Mounier.
Avant la guerre, fraichement débarqué à Paris, André Clavé fonde, en 1936, la compagnie des Comédiens de la Roulotte avec, notamment, Geneviève Wronecki-Kellershohn, Jean Desailly, tout jeune amateur débutant. Ils sont rejoints, en septembre 1940 par François Darbon, et en février 1941, par Jean Vilar, qui accepte de venir à La Roulotte « simplement en tant qu'auteur »,, ainsi qu'Hélène Gerber tous deux élèves de Charles Dullin .

« Qu'André Clavé, jeune patron de La Roulotte, m'ait par sa gentillesse (et ses camarades par leur attitude saine et réaliste) tiré de l'Acropole dorée et illusoire où je cogitais, n'a pas été sans changer absolument ma façon de voir la scène, n'a pas été sans m'incliner et violemment, cruellement, à une vue plus simple, plus réaliste du problème posé, de la question que je me posais, et qu'à la vérité je me pose toujours: "mais bon Dieu ! à quoi sert donc ce petit monstre : la mise en scène ?" »

— Jean Vilar

### Jeune France et les tournées théâtrales
En octobre 1940, André Clavé est engagé par Pierre Schaeffer pour s'occuper des Maîtrises de Jeune France, pour la zone occupée, et grâce à son soutien financier, la troupe part en tournée théâtrale dans l'ouest et le centre du pays (Anjou, Sarthe et Mayenne), en été 1941.
Le mouvement Jeune France est mis en place par Schaeffer et Emmanuel Mounier. Véritable préfiguration d'un ministère de la culture à venir, et rêvé par Jean Zay avant guerre, elle tire ses financements du régime de Vichy pendant dix-huit mois (de novembre 1940 à mars 1942), le temps que le pouvoir s'aperçoive que ses propres objectifs ne sont pas suivis. Dans ce mouvement, naissent de très nombreuses vocations de résistants.
André Clavé, à Paris, au siège des Éditions du Seuil, rue des Poitevins, puis rue Jean-Mermoz, organise son temps entre les répétitions de la troupe et son activité pour Jeune France. Son travail consiste à accueillir des auteurs, des metteurs en scènes, des comédiens, à les mettre en relation les uns avec les autres, à présélectionner les manuscrits qui arrivent, à organiser des tournées théâtrales avec d'autres compagnies, mais en veillant soigneusement à ne jamais favoriser sa propre troupe, à « recruter et former des moniteurs dont la mission était d'élever le niveau culturel de la France ». Certains comédiens de La Roulotte sont embauchés par Schaeffer, pour des tâches diverses. Vilar, est engagé en tant que lecteur, adaptateur et auteur, Geneviève Wronecki comme assistante de la direction.
En 1941, Clavé réussit à faire monter sur les planches Jean Vilar, pour la toute première fois, pour remplacer un comédien dans le rôle de Monsieur de Sottenville, dans Georges Dandin de Molière, « il avait été d'une énorme drôlerie, mais cela n'avait pas réussi à le décider » à poursuivre. « Pour arriver à (ses) fins, » Clavé commande à Vilar une pièce, à condition qu'il la joue et la mette en scène : La farce des filles à Marier. « Ce fut un triomphe » écrit Clavé dans son hommage à Vilar, après sa disparition, en 1971.
Cette année-là, il épouse Monique Charton, avec qui il a six enfants.
À Jeune France, il rencontre, outre Schaeffer, notamment Paul Flamand, Jeanne Laurent, des personnalités du théâtre  Jean Dasté, Fernand Ledoux, Raymond Rouleau, Pierre Fresnay, Jean-Marie Serreau, Jean-Louis Barrault, des peintres Jean Bazaine, Alfred Manessier, Léon Gischia...
Après la dissolution de Jeune France, La Roulotte prépare, pour l'été 1942, une tournée en Bretagne (excellente), puis en Anjou, Sarthe et Mayenne (catastrophique).

### La Résistance et les camps de concentration
En septembre 1942, il rencontre par hasard son ancien camarade de l'armée de l'air Pierre Sudreau. Il devient son adjoint, dans le réseau de résistance Brutus. Ce réseau de renseignements créé par Pierre Fourcaud, futur Compagnon de la Libération, et son frère Jean, dit Boris, dès 1940, sous le nom de Froment ; après l'arrestation puis l'évasion des deux frères, le réseau est repris par André Boyer, également futur Compagnon de la Libération mais à titre posthume, et son associé avocat, Gaston Defferre, sous le nom de Brutus. 
Clavé poursuit, jusqu'en juillet 1943, sa double activité jusqu'au moment où le danger étant trop grand, il quitte le théâtre, qui était devenu sa "couverture", et se consacre à plein temps aux Forces Françaises Combattantes.
Il prend la succession de Sudreau après l'arrestation de celui-ci par la Gestapo, avant d'être lui-même arrêté, le 8 décembre 1943, avec André Boyer, alors grand chef du réseau. Ils sont tous les deux trahis, ainsi que les trois quarts du réseau, par un agent infiltré de l'Abwehr (agent double depuis 1936, noms de code "Carré" et "Cosinus"), dans un café de la rue Saint-Honoré, à Paris. Il est lui-même éliminé grâce à un stratagème monté, durant trois mois, par Étienne Bauer (1918-1997), du réseau Libération-Sud.
"Interrogé", Clavé est incarcéré cinq mois à la prison de Fresnes, puis interné, le 4 mai 1944, au camp de Royallieu-Compiègne (Oise). Il y retrouve Pierre Sudreau et André Boyer, y rencontre André Schock, futur Compagnon de la Libération. Ils partent le 12 mai dans des wagons à bestiaux (entassés 56 heures, à 110 personnes pour 40 "places", sans boire ni manger et une tentative d'évasion avortée, sous une chaleur torride, côtoyant décès et folie) pour être déportés dans le camp de Buchenwald (le 14 mai), puis transférés au camp de Dora-Harzungen, dans lequel Wernher von Braun, en uniforme nazi, dirige la fabrication des missiles V2.
André Clavé y reste, esclave des nazis, à creuser des tunnels, à subir brimades, insultes, coups et expériences médicales inhumaines, pour une "nourriture" inadaptée et insuffisante, jusqu'à "l'évacuation" du camp, le 4 avril 1945. Les déportés constituent alors une réserve d'otages pour leurs gardiens en déroute, pris en tenaille entre Américains et Soviétiques. Ce sont les "Colonnes de la mort", dans lesquelles les plus faibles sont abattus sans pitié. Lors de cette marche forcée de ces êtres décharnés, André Clavé s'évade avec trois compagnons, dont René Haentjens,. Ils errent en Allemagne pendant un mois et sont rapatriés en France, le 14 mai 1945, accueillis, comme tous les déportés, à l'hôtel Lutetia, à Paris.

### Le retour des camps et la décentralisation théâtrale (le CDE de Colmar)
En 1945, Pierre-Aimé Touchard (PAT pour les amis) crée l'association Théâtre et Culture (TEC), avec Jean-Marie Serreau, Maurice Delarue, Joseph Rovan... Mais ils l'avaient imaginée ensemble avant, sous l'occupation, et avec André Clavé. Et parce qu'ils le croyaient mort en déportation, ils l'avaient nommé président d'honneur à titre posthume ; à son retour des camps, ils l'ont nommé, effectivement président d'honneur, lors d'un repas d'accueil, organisé par le Ministre Henri Frenay.
En 1946, avec l'avènement de la Quatrième République, Jeanne Laurent, sur les conseils de Maurice Jacquemont, demande à André Clavé de reconstituer sa compagnie de la Roulotte et le charge de faire des tournées de préfiguration en Alsace et en Lorraine. Elle le nomme ensuite, le 4 mai 1947, à la direction du Centre dramatique de l'Est (CDE), à Colmar (qui devient plus tard le TNS, Théâtre national de Strasbourg), où il remplace Roland Piétri nommé pour la première saison. Il y diffuse les principes de la décentralisation théâtrale, en faisant jouer répertoire classique, dramaturges étrangers et auteurs contemporains, et ce à travers 5 départements. Joseph Rey, maire de Colmar pendant trente ans à partir de 1947, est président du Syndicat Intercommunal (Strasbourg, Nancy, Metz, Mulhouse, Colmar) et du CDE.
André Clavé accepte un cahier des charges extrêmement lourd et contraignant, avec l'obligation de monter entre dix et treize spectacles par an, dont huit nouveaux. S'ajoutent des activités complémentaires : la formation des comédiens, l'aide aux troupes d'amateurs, l'animation du ciné-club, les conférences, les lectures publiques, les émissions de radio, les animations dans les établissements scolaires...
Le déménagement à Strasbourg du Centre dramatique de l'Est avait été programmé, dès 1947. L'architecte Pierre Sonrel, grand connaisseur de l'architecture des théâtres, travaille avec André Clavé sur la construction du nouveau bâtiment.
Michel Saint-Denis le remplace à la direction artistique le 1er janvier 1953. C'est lui qui participe à la finalisation des plans en y mettant toutes ses expériences passées à Londres avec l’Old Vic Theatre, qu'il a fondé en 1947 et dirigé jusqu'à sa fermeture en 1952.
De 1953 à 1955, il monte une nouvelle troupe avec son ami François Darbon, et sept comédiens avec qui ils ont travaillé au CDE. La Compagnie Clavé-Darbon reprend avec l'autorisation bienveillante de Jeanne Laurent, la Puissance et la Gloire de Graham Greene, dernier spectacle du CDE. La troupe se produit à Paris et en Allemagne.
Clavé, avec Alain Cuny, Lila Kedrova, Yvonne Clech, Jean Bolo, fait une tournée de trois mois et demi au Canada (sans Darbon retenu à Paris) dans les premiers mois de 1954.
À la fin de cette année, les dettes s'accumulant, Clavé est obligé de mettre une fin définitive à sa vie d'homme de théâtre. Mais, il réussit à mettre à profit son expérience d'homme de troupe (théâtrale) dans d'autres circonstances inattendues.

### Le Studio-École et la décolonisation - L'Afrique et la radio
En 1955, André Clavé participe auprès de Pierre Schaeffer, créateur et directeur de la Sorafom, future Ocora, au Studio-école de la Radiodiffusion française pour une série de conférences, notamment sur l'univers concentrationnaire, conférence déjà commandée au Canada, devant un public incrédule puis effondré, et dans laquelle il parle de son expérience des camps nazis. Sur une suggestion de Pierre-Aimé Touchard (approuvée par Scharffer), il remplace Pierre Schaeffer à la direction de l'école, avant que ce dernier ne soit remplacé à la tête de la Sorafom en 1957. Clavé reste directeur pendant 15 ans.
Pour le créateur du Studio-école, Schaeffer, il s'agissait de préparer la décolonisation inéluctable en formant des animateurs de radio (plus tard de télévision), des techniciens et des opérateurs africains, et donner ainsi aux pays de l'Afrique francophone les moyens de leur indépendance. Une mission préalable, dans les colonies en 1952, lui avait révélé des pays exsangues en matière de création, d'information et de diffusion radiophoniques, à l'exception des stations de Dakar (Sénégal) et de Tananarive (Madagascar).
Outre l'équipe de base (Françoise Cordier, Christiane Lefebure, Jean Maigne et André Schock), André Clavé s'entoure d'une équipe exceptionnelle d'instructeurs (enseignants), spécialistes et débutants de la Radio de l'époque et de la télévision naissante : Pierre Desgraupes, Pierre Dumayet, Roland Dhordain, Joseph Pasteur, Georges Suffert, Marc Paillet, Suzanne Bordenave, José Artur, Pierre Bouteiller, Georges Godebert, François Billetdoux, Michel Bourigaud, André Clergeat, Bernard Spehner, Claude Imbert, Pierre-André Boutang, Albert Laracine, Pierre Bonte, Pierre Dunoyer de Segonzac (dit "Vieux Chef"), Yves Guilles des Buttes, Jacques Rabemananjara (homme politique malgache, l'un des pères de l'indépendance de Madagascar et poète), ... 
François Darbon, toujours comédien, s'occupe de former les animateurs à la diction. 
Parmi les stagiaires, citons Guy Bikouta-Menga (Congo-Brazzaville, promo 61 et 63), Henri Mendy (Sénégal, promo 57), Fawzia Sabit-Treguer (Tchad, promo 63), André Mukendi (Zaïre, 67), Thiémoko Makalou (Mali, 67), Jocelyn Rafidinarivo (Madagascar, 59) et dans les premières promotions, quelques français Guy Breton (Promo 56), qui prend la succession de Clavé avant la fin de l'école, Guy Robert (promo 57), Nadine Lefébure (promo 57), Pierre Toureille (promo 65), et tant d'autres...
Dès 1955, le Studio-école crée une "antenne expérimentale" comme l'exprime André Clavé dans une émission de la Radio suisse romande, en 1968. Il s'agit de la première radio locale officielle en France - Radio Maisons-Laffitte - à la demande de son directeur et avec Pierre Desgraupes, Roland Dhordain et Joseph Pasteur. Les stagiaires africains mettent sur les ondes (avec la préparation, l'animation, les reportages, les techniques, ...), à l'aide de leurs professeurs, des reportages sur la vie locale. Dans le cadre de l'école, ils réalisent de très nombreuses émissions sur les modèles nationaux, mais avec une liberté de ton rafraichissante. Les bandes magnétiques de la plupart de ces émissions sont brûlées, sans discernement, par les liquidateurs de l'école. Seules quelques-unes ont été sauvées in-extremis par le dernier directeur André Breton, notamment une bande contenant la moitié d'une conférence sur la vie dans les camps de concentration, donnée en 1955 par André Clavé lui-même, alors qu'il ne dirigeait pas encore l'école ; l'autre moitié a disparu dans les flammes.

### Les Groupes Rencontres et le club Jean Moulin
En 1957, il crée le club des Groupes Rencontres avec quelques camarades de la Résistance et des survivants des camps de concentration, dont principalement Jean Mialet et René Haentjens, tous deux anciens élèves de l'école militaire de Saint-Cyr. Pour ces personnes qui sont passées par tant d'horreurs la colonisation leur est insupportable. Leur objectif est de provoquer des rencontres et des discussions entre militaires, politiques et civils, afin d'assouplir les relations autour de la décolonisation comprises par eux, comme non seulement inéluctables, mais surtout indispensables pour instaurer, enfin, des relations équitables entre l'Afrique et la France. André Clavé participe activement à ce mouvement jusqu'en 1962, la fin de la Guerre d'Algérie. Il y reste engagé, mais avec plus de détachement, jusqu'à la fin.
En 1958, il participe à la création du Club Jean-Moulin (1958-1970), aux côtés de Stéphane Hessel et de Daniel Cordier. Il y reste jusqu'en 1965.
Le 25 juin 1959, il épouse, en secondes noces Francine Galliard-Risler, décoratrice de théâtre qui a débuté, en 1947, avec Charles Dullin avant d'intégrer le Centre dramatique de l'Est la même année. Ils ont, ensemble, deux enfants, en 1960 et 1962.

### La Saline royale d'Arc-et-Senans et le Centre de Réflexions sur le Futur
En février 1969, Serge Antoine, alors à la DATAR, demande à André Clavé de l'aider à imaginer un Centre de réflexion sur le futur, dans la Saline royale d'Arc-et-Senans construite par l'architecte Claude-Nicolas Ledoux en 1774, alors en ruine, et aujourd'hui inscrite au Patrimoine mondial de l'humanité par l'UNESCO. Il en devient le premier directeur pendant la première année, le temps de trouver un remplaçant.
Le 28 septembre 1970, a lieu le premier colloque international, Informatique et Aménagement du Territoire.

### Le Service de la Recherche de l'ORTF et l'Ina
En novembre 1969, alors que la direction de l'Ocora, dont le Studio-École dépend, décide de saborder l'école, Pierre Schaeffer le rappelle auprès de lui comme adjoint du Service de la recherche de la RTF (puis de l'ORTF) qu'il dirige.
Il y reste jusqu'en 1974, année de la disparition de l'ORTF (Office de radiodiffusion-télévision française) qui a eu 10 ans d'existence. Schaeffer et ses équipes élaborent un projet de sauvetage de la recherche radiophonique et télévisuelle, des archives et de la recherche musicale, qui avaient été oubliées lors du démantèlement de l'Office. Ce projet, défendu par un jeune parlementaire, Jean-Pierre Chevènement, donne naissance à l'INA. Alors que Schaeffer est écarté de la présidence de cette nouvelle institution qu'il a fait naître, André Clavé refuse, par fidélité et solidarité avec lui, un poste de conseiller auprès du président.
En 1975, il dirige une mission constituée par le Ministère de la Coopération, la MITIC (Mission technique d'information et de coopération), pour laquelle il effectue de nombreux voyages en Afrique, jusqu'à sa dissolution fin 1976.
En 1977, il devient administrateur à l'INA, poste, dont il se détache parfois, lui permettant de participer à des projets variés et ambitieux : la Cellule d'Études Prospectives de Radio France / INA, avec François Billetdoux ; Telequal, avec Georges Suffert ; ANTELIM, avec Marie et Yves Legall.
André Clavé meurt le 1er juin 1981 d'un cancer du poumon, à l'hôpital militaire Percy, à Clamart. Il est inhumé le 4 juin au cimetière de Marnes-la-Coquette.

### Les hommages militaires et civils

#### Les hommages militaires
- La Croix de guerre
- La Médaille de la Résistance
- La médaille des évadés
- Officier de la Légion d'honneur[Quand ?] à titre militaire

#### Les hommages civils
- En 1974, il est élu à l'unanimité, membre de la Commission française de l'UNESCO pour l’Éducation, la Science et la Culture.
- En 1981, de nombreux hommages lui sont rendus dans la presse écrite, radio diffusée et télévisuelle : Pierre Schaeffer dans Le Monde, Georges Suffert dans Le Point, Guy Breton et Guy Robert pour RFI[31], Patrick Poivre d'Arvor sur France 2...
- En 1997, à l'occasion de la célébration du cinquantième anniversaire de la décentralisation théâtrale, Pierre Barrat, directeur de l'Atelier du Rhin, actuelle Comédie de l'Est, inaugure la Cour André Clavé. Une exposition sur son œuvre est présentée pour la circonstance par Francine Galliard-Risler[32].
- En 2017, à l'occasion de la célébration des 70 ans de la décentralisation théâtrale, Guy-Pierre Couleau, directeur de la Comédie de l'Est de juillet 2008 à décembre 2018, se voit prêter la même exposition (André Clavé, théâtre et résistances, utopies et réalités) ; elle est inaugurée par Madame Brigitte Klinkert, (petite fille de Joseph Rey, maire de Colmar - 1947-1977), présidente du Conseil départemental du Haut-Rhin. Pour cette occasion, Guy-Pierre Couleau écrit, joue et met en scène un spectacle sur les débuts de la décentralisation théâtrale à Colmar, avec tous les acteurs de ces premiers moments[33].

## Théâtre

### Comédien
- 1941 : George Dandin de Molière, mise en scène d'André Clavé, avec les Comédiens de La Roulotte, François Darbon, Jean Vilar (tout premier rôle de Vilar), Hélène Gerber, Jean Desailly, Geneviève Wronecki-Kellershohn, tournée en Anjou, Sarthe, Mayenne, Morvan
- 1941 : La farce des femmes à marier de Jean Vilar, mise en scène de Jean Vilar, avec les Comédiens de La Roulotte, Jean Desailly, Geneviève Wronecki-Kellershohn, Andrée Clément, François Darbon, Jean Vilar (Deuxième rôle de Vilar), tournée en Anjou, Sarthe, Mayenne, Morvan
- 1946 : La Famille Shéhérazade, de Pierre Brive, mise en scène de Maurice Jacquemont, avec Jacques Dufilho, au  Studio des Champs-Élysées
- 1949 : Un homme de Dieu de Gabriel Marcel, mise en scène François Darbon, Centre dramatique de l'Est Colmar
- 1949 : Le Miracle de l'homme pauvre de Marian Hemar, mise en scène André Clavé, Centre dramatique de l'Est Théâtre municipal de Mulhouse
- 1953 : Le Chemin de crête de Gabriel Marcel, mise en scène Paul Annet Badel, Théâtre du Vieux-Colombier

### Metteur en scène
- 1941 : George Dandin de Molière, avec les Comédiens de La Roulotte, François Darbon, André Clavé, Jean Vilar, Hélène Gerber, Jean Desailly, Geneviève Wronecki-Kellershohn, tournée en Anjou, Sarthe, Mayenne, Morvan
- 1942 : La Fontaine aux saints de John Millington Synge, avec les Comédiens de La Roulotte, Jean Vilar, Pierre Lozach'Meur, André Clavé, François Darbon, tournée en Bretagne, Anjou, Sarthe, Mayenne, Morvan et au Théâtre Lancry
- 1942 : Il ne faut jurer de rien d'Alfred de Musset, avec les Comédiens de La Roulotte, Jean Desailly, François Darbon, André Clavé, tournée en Bretagne, Anjou, Sarthe, Mayenne, Morvan
- 1946 : George Dandin de Molière, La Roulotte, tournée de préfiguration en Alsace
- 1947 : L'Ombre d'un franc-tireur de Seán O'Casey, Théâtre Charles de Rochefort m. en sc. Philippe Kellerson, avec les Comédiens de la Roulotte[34], et pour la première fois en France
- 1947 : Le Ciel et l’enfer de Prosper Mérimée, Théâtre Charles de Rochefort
- 1947 : L'Arlésienne d'Alphonse Daudet, Centre dramatique de l'Est Colmar
- 1947 : Les Bourlingrins, Boubouroche, Théodore cherche des allumettes de Georges Courteline, Centre dramatique de l'Est Colmar
- 1947 : Le Bourgeois gentilhomme de Molière, Centre dramatique de l'Est Colmar
- 1947 : Le Grand Voyage de Robert Cedric Sherriff, Centre dramatique de l'Est Colmar
- 1948 : Le Mariage de Figaro de Beaumarchais, Centre dramatique de l'Est Colmar
- 1948 : Le Chariot de terre cuite de Shûdraka, Centre dramatique de l'Est Colmar
- 1948 : L'anglais tel qu'on le parle de Tristan Bernard, Centre dramatique de l'Est Colmar
- 1948 : Le Tartuffe de Molière, Centre dramatique de l'Est Colmar
- 1948 : Le Bourgeois gentilhomme de Molière, Centre dramatique de l'Est Colmar
- 1948 : Sainte Jeanne de George Bernard Shaw, aux CDE et Théâtre Montparnasse
- 1949 : Hamlet de William Shakespeare, Centre dramatique de l'Est Colmar
- 1949 : Le Miracle de l'homme pauvre de Marian Hemar, Centre dramatique de l'Est Théâtre municipal de Mulhouse
- 1949 : Rosmersholm d'Henrik Ibsen, Centre dramatique de l'Est Colmar
- 1949 : Un homme de Dieu de Gabriel Marcel, Centre dramatique de l'Est Colmar, Théâtre Tristan-Bernard
- 1949 : La Chapelle ardente de Gabriel Marcel, Centre dramatique de l'Est Colmar, Théâtre Tristan-Bernard
- 1951 : Les Centaures de Max Campserveux, Centre dramatique de l'Est Théâtre municipal de Mulhouse, Théâtre de l'Athénée
- 1951 : Un chapeau de paille d'Italie d’Eugène Labiche, au CDE, avec Eveline Schlumberger, Martine Bridoux, Georges Pierre, Pierre Viala
- 1952 : Amal et la lettre du Roi de Rabindranath Tagore, Comédie de Saint-Étienne
- 1952 : La Puissance et la Gloire  de Graham Greene, adaptaion de Pierre Bost, Pierre Darbon et Pierre Quet, Centre dramatique de l'Est puis au Théâtre de l'Œuvre, avec François Darbon, Julien Guiomar, Julien Verdier, Martine Bridoux, Pierre Tabar, ...
- 1953 : La Puissance et la Gloire  de Graham Greene, adaptaion de Pierre Bost, Pierre Darbon et Pierre Quet, tournée en France avec la toute nouvelle compagnie Clavé / Darbon,avec François Darbon, Julien Guiomar, Julien Verdier, Martine Bridoux, Pierre Tabar (enregistrée, en 1952, par la Radio Diffusion Française -RDF- de Nancy, puis diffusée en direct, en 1953, à la télévision - C.f. chapitres Télévision - Théâtre filmé et Sur les ondes)
- 1955 : Le Capitaine Smith de Jean Blanchon, à Montréal, puis au Théâtre Montparnasse
- 1955 : Un nommé Judas  de Claude-André Puget et Pierre Bost, au Théâtre de Montréal
- 1955 : L'Île des chèvres d'Ugo Betti, Théâtre de l'Arcade (ancien cinéma) à Montréal, lors d'une tournée théâtrale de 4 mois au Canada, avec Alain Cuny, Lila Kedrova, Yvonne Clech

## Filmographie

### Télévision
- 1948 : L’Arlésienne, d’Alphonse Daudet, mise en scène d'André Clavé et réalisation de Claude Barma, ORTF ; l'une des toutes premières représentations théâtrales en direct (non enregistrée)
- 1953 : La Puissance et la Gloire, de Graham Greene, mise en scène d'André Clavé et réalisation de Claude Barma, ORTF ; représentation théâtrale en direct (non enregistrée, mais C.f. l'enregistrement audio de 1952, aux chapitres Théâtre et Sur les ondes), avec la même distribution que durant la tournée théâtrale.

## Quelques critiques
- 1947 : L'Ombre d'un franc-tireur de Seán O'Casey[35] :

« (...) Clavé montre des dons très voisins de ceux de Pitoëff.(...) Clavé a monté la pièce dans un climat de poésie voilée et de douceur exceptionnelle chez nous, où le théâtre a tendance à se durcir dans une précision minutieuse, la poésie est plus une subtilité pour l'intelligence qu'une détente pour la sensibilité. »

— Pierre-Aimé Touchard, in La Revue Esprit

« (...) Ce que j'admire plus, peut-être, que la pièce, c'est l'effort des Comédiens de la Roulotte. Ils jouent avec conviction et sincérité. (...) »

— Philippe Soupault, in Les Lettres françaises, le 24 01 1947

« (...) La jeune troupe d'André Clavé joue avec cœur, avec entrain. Faisons leur confiance et remercions-les de nous avoir donné un spectacle nouveau et intéressant. »

— Paul-Louis Mignon, in Action le 24 01 1947

« (...) Les préventions sont faites pour qu'on y renonce au moins une fois. Si, par exemple, le titre de "Jeune Compagnie Théâtrale" signifie pour vous, inutilité majeure, amateurisme, ignorance du métier et système de "je-me-crois-tout-permis", allez au Théâtre Charles de Rochefort où se produisent les Comédiens de la Roulotte : une surprise vous y attend et l'une des plus intéressantes soirées de la saison. »

— Philippe Heriat, in La Bataille, le 22 01 1947

## Exposition
- André Clavé, théâtre et résistances, utopies et réalités sur André Clavé et la décentralisation théâtrale du CDE de Colmar, en 1997 (au Théâtre de Colmar invitée par Pierre Barrat, à la Maison Jean-Vilar, grâce à Melly et Paul Puaux, au Théâtre du Vieux-Colombier accueillie par Jean-Pierre Miquel, puis, en 2017, à nouveau à la comédie de l'Est de Colmar, invitée par Guy Pierre Couleau. Exposition conçue et réalisée par Francine Galliard-Risler.

## Annexe

### Sources: Bibliographie - Sur les ondes

#### Sur les ondes
- Radiodiffusion de France à Nancy, enregistrement de La Puissance et la gloire de Graham Greene, adaptation de Pierre Bost, Pierre Darbon et Pierre Quet, mise en scène d’André Clavé, avec François Darbon, Julien Guiomar, Julien Verdier, Martine Bridoux, Charles Lavialle, Pierre Vialat, Pierre Tabar, Vincent Clavé agé de 10 ans… le CDE, diffusé par la Radiodiffusion de France à Nancy, 1952 ; en préambule, un hommage d’André Clavé à Louis Jouvet qui devait monter cette pièce avant de mourir en août 1951, et alors qu’il en était à sa sixième répétition.
- André Clavé, L'univers concentrationnaire, Radiodiffusion de la France d’Outre mer, Maisons-Laffitte, 1955 (il s'agit de la première radio-libre autorisée à des fins pédagogiques et créée par le Studio-École)
- Radio suisse romande, Le Studio-École, entretiens avec André Clavé, Christiane Lefébure, Georges Godebert, et les stagiaires africains, 1968
- Guy Robert et Guy Breton, André Clavé – Hommage, l’aventure du Studio-École, in Multiplex, Documents sonores (Document diffusé sur les ondes et édité dans la revue Multiplex), RFI, 1981
- Lucien Attoun, Entretien avec Francine Galliard-Risler, émission Profession spectateur, France Culture, 19 décembre 1998 ;
- Lucien Attoun, Quand le théâtre ouvre la voie - Une histoire de la décentralisation théâtrale en France - 01 – France Culture
- Olivier Barrot, Francine Galliard-Risler : André Clavé - Théâtre et Résistances - Utopies et réalités, émission Un livre, un jour, FR3, 1998
- Georges Groult, Un public du 14 juillet - 1946-1968, les années fondatrices de la décentralisation du théâtre, Documentaire, Ina, 2006